# Mirna Ortiz
Mirna Sucely Ortiz Flores (ur. 28 lutego 1987 w Gwatemali) – gwatemalska lekkoatletka, chodziarka.
W 2009 zajęła trzecie miejsce w chodzie na 10 kilometrów podczas pucharu Ameryki Środkowej. Rok później została mistrzynią Gwatemali na dwukrotnie dłuższym dystansie. W 2011 była druga w międzynarodowych mistrzostwach Polski w chodzie na 20 kilometrów. Srebrna medalistka igrzysk panamerykańskich (Guadalajara 2011). W 2012 została zdyskwalifikowana zarówno podczas pucharu świata w chodzie, jak i w trakcie trwania igrzysk olimpijskich w Londynie. Rok później została zdjęta z trasy podczas mistrzostw świata w Moskwie. Mistrzyni igrzysk boliwaryjskich (2013). W 2015 zajęła 12. miejsce podczas mistrzostw świata w Pekinie, jedenasta dwa lata później w Londynie oraz ponownie dwunasta w 2019 w Dosze.

## Rekordy życiowe
- Chód na 20 kilometrów – 1:28:31 (2013) rekord Gwatemali, do 2016 rekord Ameryki Północnej